# Lukáš Janič
Lukáš Janič (* 30. prosince 1986, Prešov) je slovenský fotbalový záložník, od ledna 2017 hráč klubu SV Gottsdorf z rakouské nižší ligy.
Mimo Slovensko působil na klubové úrovni v ČR, Polsku a v nižších ligách v Rakousku.

## Klubová kariéra
Svoji fotbalovou kariéru začal v 1. FC Tatran Prešov. Mezi jeho další angažmá patří: ŠK Odeva Lipany, MFK Zemplín Michalovce, MFK Košice, Korona Kielce, Sandecja Nowy Sącz, FC ViOn Zlaté Moravce, FK Teplice, ŠKF Sereď.
V září 2014 odešel na hostování do MFK Ružomberok. V létě 2015 se vrátil do Polska do klubu Podbeskidzie Bielsko-Biała. V polské Ekstraklase odehrál za Podbeskidzie 7 utkání. V únoru 2016 posílil druholigový celek FC VSS Košice (dřívější MFK Košice), podepsal smlouvu do konce sezóny 2015/16. V červenci 2016 odešel do rakouské nižší ligy, kde podepsal kontrakt s klubem SC Melk.

## Reprezentační kariéra
V roce 2008 odehrál 3 zápasy za slovenskou reprezentaci do 21 let.